# Lotononis pauciflora
Lotononis pauciflora är en ärtväxtart som beskrevs av Dummer. Lotononis pauciflora ingår i släktet Lotononis och familjen ärtväxter. Inga underarter finns listade i Catalogue of Life.